# 克萊門頓 (新澤西州)
克萊門頓（英語：Clementon）是位於美國新澤西州康登縣的自治市鎮。

## 人口
根據2020年美國人口普查的數據，克萊門頓的面積為5.05平方千米，當中陸地面積為4.90平方千米，而水域面積為0.15平方千米。當地共有人口5338人，而人口密度為每平方千米1,057人。